# Amores lejanos
Amores lejanos es el nombre del undécimo álbum de estudio del grupo de rock argentino Enanitos Verdes que salió a la venta el 29 de octubre del 2002, bajo el sello de Universal Music. Con este disco, el grupo reaparece; las canciones que sobresalen de este álbum son: Cuanto poder, Amores Lejanos, Francés limón, Olvidarte, Del Cairo a París, Mujer maravilla.

## Lista de canciones
| Amores lejanos |                            |                                 |          |  |
| N.º            | Título                     | Escritor(es)                    | Duración |  |
| 1.             | «Francés limón»            | (Marciano Cantero)              | 5:17     |  |
| 2.             | «Amores lejanos»           | (Felipe Staiti)                 | 4:55     |  |
| 3.             | «Olvidarte»                | (Cantero/Coti Sorokin)          | 4:34     |  |
| 4.             | «Cuánto poder»             | (Cantero/Coti Sorokin)          | 4:11     |  |
| 5.             | «Abrazando ausencias»      | (Felipe Staiti)                 | 3:49     |  |
| 6.             | «Del Cairo a París»        | (Felipe Staiti)                 | 5:16     |  |
| 7.             | «Sweet Summer»             | (Marciano Cantero)              | 3:49     |  |
| 8.             | «No estuvo tan mal»        | (Cantero/Horacio Gómez)         | 3:42     |  |
| 9.             | «Una Noche en Potrerillos» | (Felipe Staiti)                 | 4:46     |  |
| 10.            | «La Mujer Maravilla»       | (Felipe Staiti)                 | 4:19     |  |
| 11.            | «Silencio infinito»        | (Abdala/Aranti/Staiti)          | 3:11     |  |
| 12.            | «Balada 3D»                | (Daniel Horacio Martin/Cantero) | 6:12     |  |

## Sencillos
- Cuanto poder (2002)
- Amores lejanos (2003)